# Aniella
Az Aniella az Agnella név alakváltozata, jelentése: bárányka.

## Rokon nevek
Agnella

## Gyakorisága
Az 1990-es években szórványosan fordult elő A 2000-es és a 2010-es években sem szerepelt a 100 leggyakrabban adott női név között.
A teljes népességre vonatkozóan az Aniella sem a 2000-es, sem a 2010-es években nem szerepelt a 100 leggyakrabban viselt női név között.

## Névnapok
december 14.

## Híres Aniellák
Aniella di Beltrano, barokk festő